# کارت صدا

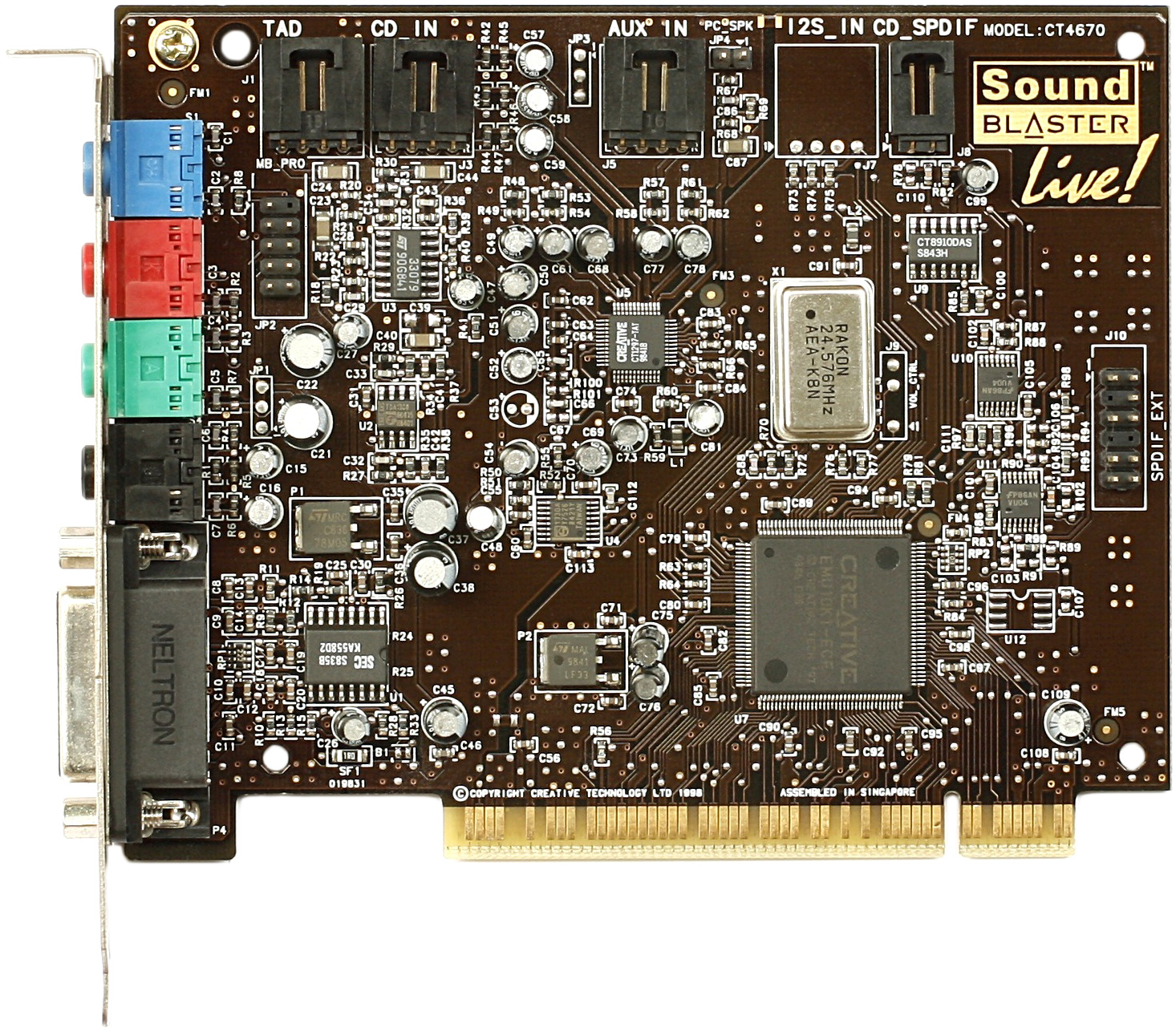
نمونه کارت صدا رایانه ، مدل (circa 2000)

کارت صدا یکی از عناصر سخت‌افزاری رایانه ‌است که با تبدیل سیگنال دیجیتال به سیگنال الکترونیک آنالوگ، باعث پخش و ضبط صدا می‌گردد. قبل از گسترش کارت‌های صدا، صدا در رایانه توسط بلندگوهای داخلی ایجاد می‌شد. این بلندگوها توان خود را از برد اصلی می‌گرفتند.
استفاده از کارت صدا، از اواخر سال ۱۹۸۰ شروع شد. کارت صوتی همانند کارت گرافیکی بر روی برد اصلی نصب می‌شود و در پشت آن چند فیش برای میکروفن و بلندگو قرار دارد. وظیفه‌ی کارت صدا، آماده‌سازی سیگنال‌ها جهت پخش و دریافت سیگناله‌ای ورودی از میکروفن و آماده کردن آن‌ها برای ذخیره در رایانه ‌است. کارت صدا، کارت صوتی نیز نامیده می‌شود و در بسیاری موارد می‌تواند اصواتی با کیفیت بسیار عالی تولید کند.
صوت، یک سیگنال آنالوگ است که به صورت موج پیوسته انتشار می‌یابد. رایانه همواره در حال پردازش سیگنال‌های آنالوگ است؛ زیرا این سیگنال‌ها دائماً در حال تغییرند. در واقع لازم است که سیگنال‌های آنالوگ به بیت‌های رقمی (دیجیتال) تبدیل شوند.
سیگنالهای دیجیتالی تولید شده مجدداً باید به سیگنال‌های آنالوگ تبدیل شوند تا بتوانند به وسیله بلندگو پخش شوند.

## شبیه‌سازی صوتی
صداهای دیجیتال به فضای زیادی بر روی دیسک نیاز دارد؛ بنابراین به جای ذخیره صدا آن را ایجاد می‌کند. این عملیات شبیه‌سازی صوتی نام دارد و به روش‌های زیر صورت می‌گیرد:
1- FM(مدولاسیون بسامد): این روش به صورت کاملاً مصنوعی صدا را ایجاد می‌کند و برای ساخت آن از دو موج سینوسی استفاده می‌کند.
۲- جدول موجی (صدای موجی): این روش کم هزینه و واقعی تر است. در این حالت از تمامی وسایل موسیقی نمونه‌گیری شده‌است و صدای دیجیتالی تولید شده در یک جدول موج ذخیره شده‌است. در صورتی که یک برنامه به صدایی احتیاج داشته باشد این جدول موج چه در کارت صدا و چه در دیسک، صدای واقعی را به برنامه می‌دهد. فایلهای صوتی با پسوند Wav در ویندوز صداهای واقعی هستند که از جدول موج استفاده می‌کنند؛ بنابراین آهنگسازان حرفه‌ای ترجیح می‌دهند این گونه کارت‌های صدا را استفاده نمایند. این صداها در تراشه‌های رام کارت صوتی ذخیره می‌شوند و در نتیجه بسیاری از تولیدکنندگان بزرگ بودن حافظه جدول صوتی را دلیل مرغوب بودن کارت صدا می‌دادند.
3-MIDI(رابط دیجیتالی ادوات موسیقی): این روش برخلاف روش قبلی صدای تولید شده را ضبط نمی‌کند، بلکه اطلاعات صدا مانند کوک، دوام، بلندی و سایر موارد را ضبط می‌کند. این اطلاعات در یک قالب استاندارد در فایل ذخیره می‌شود یا به یک وسیله موسیقی جهت اجرا ارسال می‌شود؛ بنابراین یک فایل MIDI مجموعه‌ای از دستور العملها در مورد چگونگی اجرای نت هاست.
نکته: فایلهای MIDI جهت برقراری ویدئو کنفرانسها و پخش فیلم در اینترنت به کار می‌روند.
۴- نمونه‌سازی فیزیکی:این روش نسبتاً جدید است و بسته به نوع ساز شبیه‌سازی شده‌است. با اینکه دارای صدای خوبی است اما بار زیادی بر پردازنده اصلی وارد می‌سازد.

## اجزای تشکیل دهنده کارت صدا
یک پردازنده سیگنال‌های دیجیتال (DSP) که مسئول انجام اغلب عملیات (محاسبات) مورد نظر است.
- یک مبدل دیجیتال به آنالوگ7 (DAC)
- یک مبدل آنالوگ به دیجیتال(ADC) برای صوت ورودی به کامپیوتر
- حافظه ROM یا Flash برای ذخیره‌سازی داده
- یک اینترفیس دستگاه‌های موزیکال دیجیتالی (MIDI) برای اتصال دستگاه‌های موزیک خارجی
- رابط‌های لازم برای اتصال به میکروفن یا بلندگو
- یک پورت خاص «بازی» برای اتصال اهرمک (Joystick)

اغلب کارت‌های صدا که امروزه استفاده می‌گردد از نوع PCI بوده و در یکی از اسلات‌های آزاد برد اصلی نصب می‌گردند. کارت‌های صدای قدیمی عمدتاً از نوع ISA بودند. بیشتر رایانه‌های جدید کارت صدا را به صورت یک تراشه و بر روی برد اصلی دارند. در این نوع رایانه‌ها اسلاتی بر روی برد اصلی استفاده نشده و بدین ترتیب یک اسلات صرفه جوئی شده‌است! Sound Blaster Pro به‌عنوان یک استاندارد در دنیای کارت‌های صدا مطرح است.
| رنگ | رنگ            | کد رنگ | عملیات                                                    | نوع   | کانکتور         |
| --- | -------------- | ------ | --------------------------------------------------------- | ----- | --------------- |
|     | صورتی          | 701 C  | ورودی آنالوگ میکروفن                                      | ورودی | 3.5 mm minijack |
|     | آبی روشن       | 284 C  | ورودی صوتی آنالوگ                                         | ورودی | 3.5 mm minijack |
|     | سبز            | 577 C  | سطح خروجی آنالوگ صوتی جلو به صورت استرو (اسپیکر ، هدفون ) | خروجی | 3.5 mm minijack |
|     | نارنجی         | 157 C  | سطح خروجی آنالوگ صوتی اسپیکر وسط و ساب                    | خروجی | 3.5 mm minijack |
|     | مشکی           |        | خروجی آنالوگ اسپیکر های فراکیر                            | خروجی | 3.5 mm minijack |
|     | طوسی / خاکستری | 422 C  | خروجی آنالوگ کانال های جانبی (اسپیکر های فراگیر اختیاری ) | خروجی | 3.5 mm minijack |
|     | قهوه ای        | 4645 C | خروجی صدای آنالوگ در یک پاننگ ویژه، "بلندگوی راست به چپ"  | خروجی | 3.5 mm minijack |
|     | طلایی          |        | پورت های Game / MIDI                                      | ورودی | DA-15           |

## انواع اتصال کارت صدا به رایانه
انواع اتصال کارت صدا به رایانه:
این دسته از کارت صداها داخل کیس کامپیوتر و مستقیماً بر روی مادربرد نصب می‌شود که معمولاً به دو صورت PCI و PCI-E در بازار موجود است. بر خلاف تصورات موجود این نوع از کارت صدا در مدل‌های پیشرفته خود از سرعت و کیفیت بالایی برخوردار است اما به دلیل در دسترس نبودن آسان ورودی و خروجی‌ها، همچنین نداشتن کنترلرهای صوتی همچون ولوم‌ها از محبوبیت کم تری در میان استفاده‌کنندگان تجهیزات استودیویی برخوردار است. نکته قابل توجه در این نوع از کارت صداها نزدیک بودن چیپ پردازشگر صوتی کارت صدا به سایر اجزای موجود در مادربرد است که باعث ایجاد نویز می‌شود، که این مسئله را در اصطلاح با نسبت سیگنال به نویز (SNR) محاسبه می‌کنند. اما در مدل‌های حرفه‌ای این کارت صداها به دلیل طراحی حرفه‌ای و قرار دادن پوشش مناسبی برای کاهش SNR، نویز را به حداقل و در برخی به صفر رسانده‌اند.

### کارت صداهای اکسترنال (External)
در این نوع از کارت صداها، کارت صدا درون جعبه‌ای که معمولاً از فلز ساخته می‌شود، قرار دارد و به وسیله تکنولوژی‌های ارتباط دهنده مانند USB و Firewire اطلاعات پردازش شده را به کامپیوتر منتقل می‌کند. به دلیل در اختیار قرار داشتن انواع تنظیمات و در دسترس بودن ورودی‌ها و خروجی‌ها و امکانات جانبی بیشتری که این کارت صداها در خود تعبیه کرده‌اند از محبوبیت بیشتری در میان استفاده‌کننده گان برخوردار هستند.
در میان کارت صداها انواعی از آن‌ها نیز وجود دارد که به صورت هم‌زمان از یک کارت اینترنال و یک جعبه اکسترنال استفاده شده‌است.

## شنیدن صوت
مراحل شنیدن صوت بر خلاف روش تولید صدا است که در زیر شرح داده شده‌است:
1. داده‌های دیجیتال از هارددیسک خوانده می‌شود و سپس در اختیار پردازنده اصلی قرار می‌گیرد.
2. DSP پردازنده اصلی داده‌ها را برای موجود بر روی کارت صدا ارسال می‌کند.
3. داده‌های دیجیتال را از حالت فشرده خارج می‌کند.

داده‌های دیجیتال غیر فشرده شدن توسط DSP
۴-بلافاصله با مبدل دیجیتال به آنالوگ (DAC) پردازش و یک سیگنال آنالوگ ایجاد می‌کنند. این سیگنالهای ایجاد شده از طریق هدفون یا بلندگو شنیده خواهد شد.

## عملیات کارت صدا

### صدا چهار عملیات خاص در ارتباط با صدا انجام می‌دهد
- ضبط صدا با حالات متفاوت
- پخش موزیکهای از قبل ضبط شده مانند: MP3, Wav یا DVD
- ترکیب نمودن صداها
- پردازش صوتهای موجود

## انواع رابط
جهت دریافت و ضبط از طریق کارت صدا لازم است رابطهای زیر وجود داشته باشد:
- رابط ورودی: این رابط برای ورود داده‌های صوتی استفاده می‌شود که دارای انواع مختلفی هستند.
- رابط خروجی: این رابط جهت ارسال سیگنال‌ها از کارت به وسایل خارج از رایانه به کار می‌رود. یک سر کابل به کارت صوتی و سر دیگر آن به بلندگو یا هدفون و سیمهای استریو وصل می‌شود.
_ رابط صوتی ویژه سی دی: این نوع رابطها جهت ارتباط بین دیسک گردان، سی دی و کارت صوتی می‌باشد و اگر این ارتباط برقرار نشود دیسکهای سی دی صوتی پخش نمی‌شود و در این حالت صدا تنها از طریق خروجی گوشی (هدفون) شنیده می‌شود.
رابط میدی: اکثر کارت‌های صوتی دارای این رابط هستند. این رابط ۱۵ پایه دارد و D شکل است و می‌توان به وسیله آن از ارگهای الکترونیکی، موسیقی را دریافت و به صورت فایل بر روی سی دی ذخیره کرد.

## پردازنده کارت صوتی
در کارت صداهای جدید تراشه مخصوصی به نام DSP اضافه شده‌است؛ که مخفف Digital Signal Processor است. این تراشه رایانه را از انجام پردازش سیگنالهای صدا، پارازیت‌گیری، فشرده‌سازی داده‌ها و موارد دیگر معاف می‌دارد.

## کارت صوتی دوطرفه هم‌زمان
در این نوع کارت صدا داده‌ها می‌توانند در دو مسیر هم‌زمان جریان داشته باشند. روی کارت صداهای دوطرفه عبارت Full duplex نوشته می‌شود. بیشتر کارت صداهای جدید دارای این قابلیت هستند. با این کارت‌ها برای مکالمه تلفنی بهتر از طریق رایانه استفاده می‌شود.

## حافظه کارت صدا
در بیشتر کارت صداهای نوع آیزا حداقل ۲ مگابایت حافظه رم با نام حافظه نمونه‌سازی وجود دارد. این نوع حافظه جهت حفظ صداهای جدول موج و صداهایی که خود کارت می‌سازد استفاده می‌شود. اما در نوع کارت‌های پی سی آی احتیاجی به حافظه نمونه‌سازی نیست. زیرا پهنای باند در این نوع کارت‌ها بزرگ می‌باشد و صداها بر روی حافظه اصلی رایانه قرار می‌گیرد.

## استریو فونیک یا مونو فونیک
کارتهای مونوفونیک صدا را از یک منبع پخش می‌کنند که به آن مونو یا یک کاناله می‌گویند. در صورتی که کارت‌های استریوفونیک به‌طور هم‌زمان و از دو منبع مختلف پخش می‌شود.
بعضی از برنامه‌های کاربردی صدای استریو را پشتیبانی نمی‌کنند. کارت‌های استریو گران‌قیمت تر از مونو است. بیشتر کارت‌های صوتی دارای یک ورودی استریو یا دو ورودی مونو هستند.
نکته: در بیشتر کارت‌های صوتی حداقل ۱۶ بیت لازم است، اما برخی دیگر از ۲۴بیت و بیشتر استفاده می‌کنند.

## عیب‌یابی کارت صدا
- اگر پس از نصب یک کارت صدای جدید در بعضی برنامه‌ها دچار مشکل صدا شوید، باید تنظیمهای برنامه‌ها را از نو تعیین کنید. لازم است بعضی برنامه‌ها را دوباره نصب نمود تا با کارت جدید کار کند.
- اگر در بعضی برنامه‌ها صدا وجود دارد ولی هماهنگ با اعمال روی صفحه نیست لازم است برنامه‌های دیگر را ببندید تا برنامه در حال اجرا بتواند بر همه منابع دسترسی پیدا کند.
- گاهی اوقات صدای خش خش یا وزوز از بلندگو پخش می‌شود دلیل آن مزاحمت کارت‌های جانبی دیگر می‌باشد. در این صورت لازم است جای شکاف کارت صوتی را عوض کرد. اگر باز هم اشکال رفع نشد باید کابل‌های برق نزدیک به کارت صوتی را از آن دور کرد.
- اگر صدایی از بلندگوهای رایانه به گوش نمی‌رسد اعمال زیر را انجام دهید:
- محل اتصال بلندگو به منبع تغذیه چک کنید.
- پیچ تنظیم بلندی صدا را تنظیم نمایید.
- سیم اتصال بلندگو به کارت را چک کنید.
- صدا را در برنامه‌های نصاب بررسی نمایید.
- برنامه راه انداز کارت صوتی را دوباره نصب کنید.

### در هنگام خرید کارت صدا به چه نکاتی باید توجه کرد؟
به دلیل این که مادربردهای جدید دارای کارت صدا به صورت سرخود هستند، بنابراین دیگر نیازی نیست که کارت صدا را به صورت جداگانه خریداری نمود. جز در مواردی که برای کارهای حرفه‌ای از کارت صدا استفاده می‌شود.
دو نوع استاندارد اختصاصی برای کارت‌های صدا وجود دارد. (استاندارد AdLib و Sound Blaster) اغلب کارت‌های صوتی با Sound Blaster سازگاری دارند. با توجه به این که کارت صوتی نباید با این استاندارد به راه انداز خاصی نیاز داشته باشد.
به غیر از استانداردهای ذکر شده، استانداردهای دیگری هم وجود دارند. اکثر برنامه‌های کاربردی صوتی برای محصولاتی نوشته می‌شوند که عمومیت دارند. برای همین بیشتر سازندگان، کارت‌های صوتی خود را تحت این دو استاندارد می‌سازند.
نکته: بیشتر بازی‌های تحت داس از کارتهای صوتی با استانداردهای ساوند بلاستر، ساوند بلاستر ۱۶ و ساوند بلاستر پرو استفاده می‌کنند.
در حال حاضر بیشتر سی دی رامها دارای فیش ورودی هدفون یا بلندگو هستند. بدین ترتیب می‌توان از صداهای آن‌ها استفاده کرد.
اما در صورتی که صدای بهتری می‌خواهید می‌توانید از کارت صدا استفاده نمایید.